# Silviu Simion Șomîcu
Silviu Simion Șomîcu (n. 1 aprilie 1960) a fost un deputat român în legislatura 1990-1992 pe listele PSDR și în legislatura 1992-1996, ales în județul Dolj pe listele partidului PSM. Silviu Simion Șomîcu a absolvit Facultatea de Electrotehnică din Craiova și Facultatea de Istorie-Filozofie din București. 
Silviu Simion Șomîcu este inginer în industria electrotehnică și în industria aeronautică; profesor de istorie și politologie, având finalizat doctoratul în istorie.
În legislatura 1990 - 1992, Silviu Simion Șomîcu a fost deputat din PDSR (Partidul Socialist Democratic din România). În cadrul activității sale parlamentare, Silviu Simion Șomîcu a fost membru în grupurile parlamentare de prietenie cu Regatul Spaniei, Republica Bulgaria, Republica Libaneză și Regatul Unit al Marii Britanii și Irlandei de Nord.   
În legislatura 1992 - 1996, Silviu Simion Șomîcu a fost deputat din PSM (Partidul Socialist al Muncii) dar din luna septembrie 1996 a devenit deputat neafiliat.